# Campo San Polo
Le Campo San Polo est le campo (« champ de foire ») le plus vaste de Venise et l'espace public le plus étendu après la Place Saint-Marc. Son nom dérive de Saint Paul. Il est situé dans le sestiere du même nom.

## Histoire
Destiné d'abord aux cultures et aux pâturages, il fut entièrement pavé de briques en 1493 à l'époque où fut installé au centre le puits qu'on voit encore aujourd'hui. Après le pavement, on l'utilisa pour les marchés, les foires et les grandes réunions.
Son importance se développa à tel point qu'au XVIe siècle y furent transférés de la Place Saint Marc les petits marchés des pauvres. Il demeura cependant toujours moins important que les grands marchés du Rialto que fréquentaient des marchands venus du monde connu.
Le Campo San Polo acquit une identité ludique : il était en fait le théâtre de fêtes publiques, et de jeux, comme le jeu de balle et la course de taureau. Cet état de fait devint insupportable de telle sorte qu'en 1611 tous les jeux ainsi que la vente de marchandises furent finalement interdits. Une plaque à l'entrée du campo sur le côté gauche de l'abside de l'église témoigne de cette interdiction.
Le 26 février 1548, Lorenzino de Médicis (Lorenzaccio) fut sur la place percé de coups de couteaux portés par deux assassins sur ordre du grand-duc de Toscane Cosme Ier de Toscane.

## Description
De prestigieux édifices donnent sur le Campo San Polo. Faisant face à l'abside de l'église San Polo, une suite curvilinéaire de façades, dont la forme épousait la courbe du rio San Antoniocomblé en 1761, regroupe le Palais Maffetti-Tiepolo, qui fut construit par l'architecte Domenico Rossi en 1712, le palais Soranzo, de style gothique et le palais Donà, du début du XVIe siècle.
Sur le côté opposé du Campo, on peut voir l'angle du palais Corner Mocenigo, de l'architecte Michele Sanmicheli.
Au numéro 2168 de la place, se trouvait une brasserie dont il reste l'enseigne en mosaïque.
Enfin, située entre le Campo et la Salizzada San Polo, une des rues qui compose l'axe majeur reliant le Rialto au Campo Santa Margherita, on trouve l'église San Polo (Saint Paul Apôtre) d'origine byzantine, construite au IXe siècle, remaniée au XVe siècle puis au début du XIXe siècle, et dont seule l'abside est dégagée et peut se voir du Campo, la façade se trouvant enserrée dans les édifices qui la séparent du Rio San Polo. On peut y voir des toiles de Tintoret et de Tiepolo.

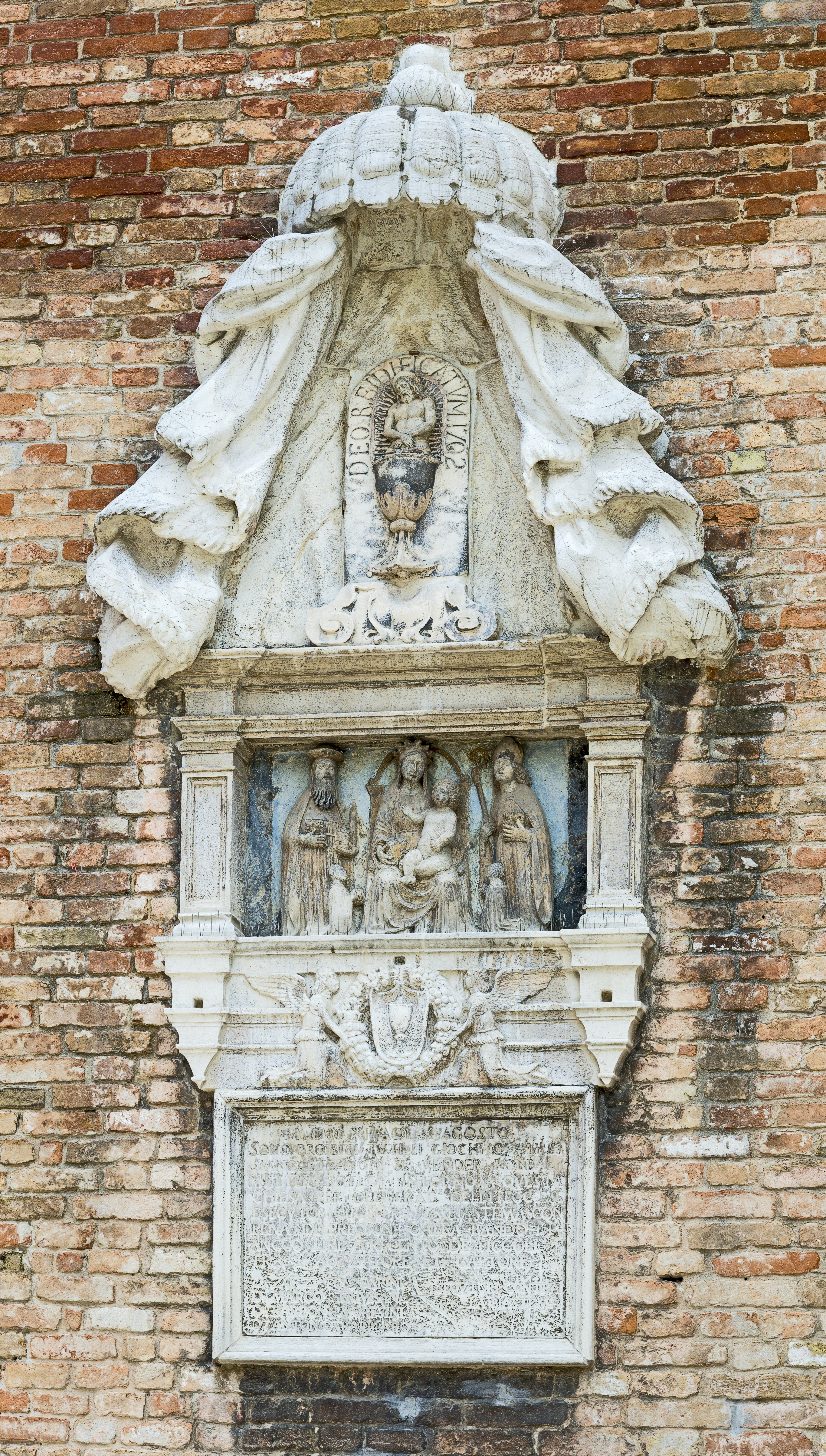
Plaque de l’interdiction des jeux
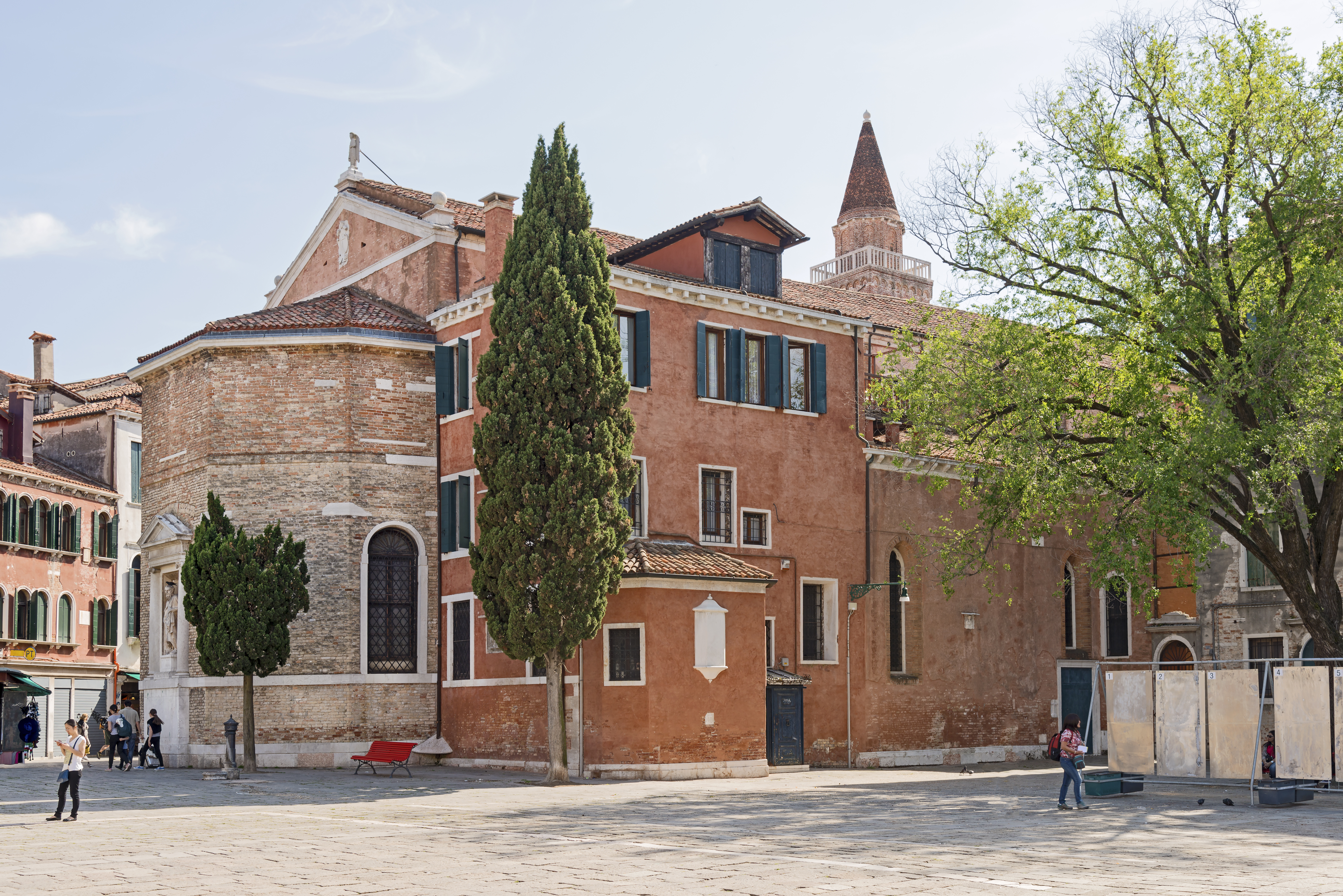
L'église de San Polo
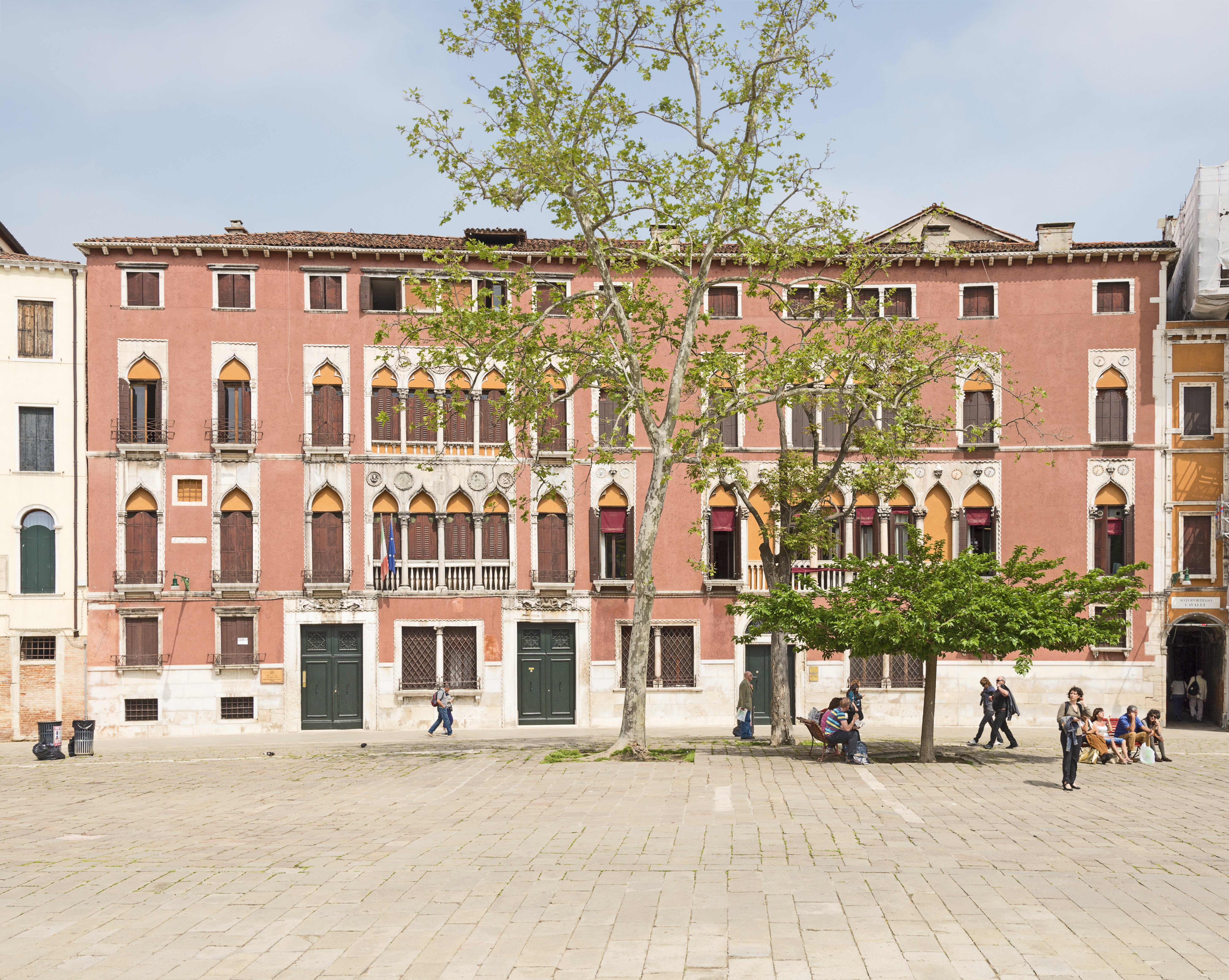
Le Palais Soranzo